# Joachimstaler
Joachimstaler è un Guldengroschen (o Guldiner) proveniente dalla Sankt Joachimsthal (Jáchymov in ceco) nella Boemia. Il nome viene appunto dal luogo di emissione. All'epoca la moneta fu chiamata in italiano Joachimico o Iachimico ecc.
Nel 1518 dei Guldiner spuntavano un po' ovunque nell'Europa centrale. In Boemia fu coniato un Guldiner, delle stesse dimensioni ma con un titolo leggermente inferiore, che fu chiamato Joachimsthaler poiché l'argento era estratto dai Conti di Schlick (Stefano ed i suoi sette fratelli) nella loro ricca miniera vicino a Joachimsthal, in ceco Jáchymov, ora nella Repubblica Ceca, la valle di San Gioacchino, in cui Thal (Tal) significa "valle" in tedesco. San Gioacchino, padre di Maria, era ritratto sulla moneta.
Al diritto la moneta mostra san Gioacchino e le armi dei conti Schlick; il rovescio mostra il leone di Boemia, con la doppia coda e la corona. Il passaggio del nome da Joachimsthaler al semplice Thaler viene attribuito al riformatore tedesco Erasmus Alberus (c. 1500-1553). La moneta in poco tempo divenne lo standard per il commercio europeo.

## Storia
La coniazione dello Joachimstaler fu organizzata dai conti Schlick. Questi, che avevano una miniera aperta nel 1516 nei pressi del paese di Konradsgrün (ora Salajna nei pressi di Dolní Žandov), erano consapevoli che dalle monetazione dell'argento si potevano ottenere profitti decisamente maggiori che dal commercio dell'argento non monetato, che fino ad allora i conti avevano esportato il loro argento a Norimberga.
Una determinazione del consiglio boemo (9 gennaio 1520) aveva autorizzato i conti Schlick a coniare "grandi Groschen dal valore dei fiorini d'oro renani, suoi mezzi e quarti" ("größerer Groschen im Wert des rheinischen Goldguldens, seiner Hälfte und seines Viertels").
Se quanto riporta Johannes Mathesius (teologo ed insegnante di latino alla Joachimsthal) è esatto, la coniazione iniziò già nel 1519.
Per quell'anno afferma infatti:
(Chronica der Keyserlichen Bergstadt Sanct Joachimsthal ...)
Anche Georg Agricola e Johannes Miesel si esprimono per il 1519 come inizio della coniazione. Il lavoro di Miesels del XVIII secolo assume importanza particolare, poiché l'autore poteva ancora accedere al manoscritto del Berghauptmann (comandante) Heinrich von Könritz, manoscritto che era ancora esistente. Ad esempio Miesel riporta che la prima zecca degli Schlick era stata impiantata da Heinrich von Könritz nell'abitazione di Kunz Eirolt a Joachimsthal.
I primi talleri devono essere stati battuti (ancora senza un'autorizzazione ufficiale) alla fine del 1519 sotto le volte della castello Freudenstein, nella parte sud-occidentale della valle. I nomi associati come monetieri sono Stephan Gemisch da Norimberga e Utz Gebhart da Lipsia. Accanto al tallero furono coniati anche quarti e mezzi talleri. Nel 1520 furono battuti anche doppi, tripli e, raramente, quadrupli talleri.
Il 3 luglio 1520 il principe elettore Federico il Saggio, autorizzò lo Joachimsthaler ed i suoi sottomultipli a circolare anche nei suoi possedimenti. Bisogna comunque notare che la moneta sassone Klappmützentaler, che in realtà nasce come Guldiner, rappresenta il precursore dello Joachimsthaler; infatti quest'ultima moneta aveva lo stesso peso e la stessa quantità di argento fine del Guldengroschen sassone. Tuttavia al contrario dei Guldengroschen sassoni sullo Joachimsthaler sono indicati gli anni di coniazione: 1520, 1525, 1526, 1527 e 1528.
Dal 1526 Joachimstaler viene coniato anche un'altra zecca a Schlaggenwald (Horní Slavkov). Comunque la tesi di una dislocazione delle zecche dello Joachimsthaler non è condivisa da tutti gli studiosi (l'ipotesi è basata sulla presenza di quattro maestri monetieri nel 1526)

## Numeri dello Joachimstaler
In letteratura spesso si asserisce spesso che siano stati coniati più di 2 milioni di Joachimtaler. Il numero non è comunemente accettato dai numismatici, che in genere l'ipotesi che si debba il numero sia vicino al 1,2 milione di pezzi. La coniazione dello Joachimsthaler fu interrotta nell'aprile del 1528 da Ferdinando I.

## Eredità
Lo Joachimstaler ha dato a molte valute il suo nome di "tallero" o "dollaro".